# La Saucelle
La Saucelle és un municipi francès, situat al departament de l'Eure i Loir i a la regió de Centre – Vall del Loira. L'any 2007 tenia 168 habitants.

## Demografia

### Població
El 2007 la població de fet de La Saucelle era de 168 persones. Hi havia 60 famílies, de les quals 12 eren unipersonals (8 homes vivint sols i 4 dones vivint soles), 16 parelles sense fills, 24 parelles amb fills i 8 famílies monoparentals amb fills.
La població ha evolucionat segons el següent gràfic:
Habitants censats

### Habitatges
El 2007 hi havia 109 habitatges, 65 eren l'habitatge principal de la família, 37 eren segones residències i 7 estaven desocupats. Tots els 108 habitatges eren cases. Dels 65 habitatges principals, 58 estaven ocupats pels seus propietaris, 5 estaven llogats i ocupats pels llogaters i 2 estaven cedits a títol gratuït; 1 tenia una cambra, 2 en tenien dues, 8 en tenien tres, 14 en tenien quatre i 40 en tenien cinc o més. 55 habitatges disposaven pel capbaix d'una plaça de pàrquing. A 26 habitatges hi havia un automòbil i a 38 n'hi havia dos o més.

### Piràmide de població
La piràmide de població per edats i sexe el 2009 era:
| Homes | Edats   | Dones |
| ----- | ------- | ----- |
| 0     | 95 o +  | 0     |
| 0     | 90 a 94 | 4     |
| 0     | 85 a 89 | 0     |
| 0     | 80 a 84 | 0     |
| 0     | 75 a 79 | 0     |
| 4     | 70 a 74 | 0     |
| 0     | 65 a 69 | 4     |
| 8     | 60 a 64 | 8     |
| 4     | 55 a 59 | 0     |
| 4     | 50 a 54 | 8     |
| 8     | 45 a 49 | 8     |
| 12    | 40 a 44 | 4     |
| 4     | 35 a 39 | 8     |
| 12    | 30 a 34 | 4     |
| 4     | 25 a 29 | 8     |
| 4     | 20 a 24 | 4     |
| 0     | 15 a 19 | 0     |
| 4     | 10 a 14 | 8     |
| 8     | 5 a 9   | 0     |
| 16    | 0 a 4   | 0     |

## Economia
El 2007 la població en edat de treballar era de 114 persones, 82 eren actives i 32 eren inactives. De les 82 persones actives 76 estaven ocupades (41 homes i 35 dones) i 6 estaven aturades (1 home i 5 dones). De les 32 persones inactives 16 estaven jubilades, 8 estaven estudiant i 8 estaven classificades com a «altres inactius».

### Ingressos
El 2009 a La Saucelle hi havia 66 unitats fiscals que integraven 181,5 persones, la mediana anual d'ingressos fiscals per persona era de 17.675 €.

### Activitats econòmiques
Dels 5 establiments que hi havia el 2007, 2 eren d'empreses de construcció, 2 d'empreses de comerç i reparació d'automòbils i 1 d'una empresa d'hostatgeria i restauració.
Dels 3 establiments de servei als particulars que hi havia el 2009, 1 era un taller de reparació d'automòbils i de material agrícola, 1 paleta i 1 restaurant.
L'únic establiment comercial que hi havia el 2009 era una botiga de material esportiu.
L'any 2000 a La Saucelle hi havia 10 explotacions agrícoles.

## Poblacions més properes
El següent diagrama mostra les poblacions més properes.